# タイムトラベラー きのうから来た恋人
『タイムトラベラー きのうから来た恋人』（原題: Blast from the Past）は1999年公開のアメリカ映画。

## ストーリー
1962年10月のロサンゼルス。発明家のカルヴィンは自身の勘違いから核シェルターをつくり、臨月の妻ヘレンとともに核シェルターで暮らし始めた。それから35年後の1997年、核シェルターに入った直後に産まれたアダムは1950年代のドラマの再放送を見て育ち、その頃の紳士のようになっていた。まずカルヴィンが外に出るが不良や変質者に遭遇し怖くなって家に戻ってきてしまった。しかたなく生活物資調達のため、そして良家のお嫁さんを探すためアダムは外に出ることになる。お金を得るため野球カードを売ろうとして騙されそうになったアダムはショップ店員のイヴに助けてもらう。こうして2人は知りあったがイヴは今時の女の子。食前のお祈りやイヴをお嬢さんとしか呼ばないのはまだしも海や雨をみただけでおおはしゃぎするアダムには困惑してしまう。だがいつしかアダムは本当にいい人だと思うようになりルームメイトの助けもあって恋に落ちていくイヴだった。

## キャスト
俳優の横のカッコ内はDVD日本語吹替キャスト。
アダム・ウェバー - ブレンダン・フレイザー（関智一）
核シェルターで育ったカルヴィンとヘレンの息子。35歳。外に出るのが怖くなった父カルヴィンの代わりに家の外へ出ることになる。1950年代のドラマの再放送を多く見せられて育ったこともあり言動はまさに紳士だが1997年の今となってはかなり古臭く見える。
イヴ・ヴァスティコフ - アリシア・シルヴァーストーン（村井かずさ）
騙されそうになっていたアダムを助けたショップ店員。そこから2人は仲良くなっていくがアダムの言動にはなかなかついていけなかったがルームメイトの助けもあって恋に落ちていく。
カルヴィン・ウェバー - クリストファー・ウォーケン（増岡弘）
アダムの父の天才発明家、というよりマッドサイエンティスト。自身の勘違いで核シェルターをつくり臨月の妻とともにそこで暮らし始める。それから35年後の1997年、自動ロックが解除され外に出るが不良や変質者に遭遇し怖くなり家に戻ってくる。
ヘレン・トーマス・ウェバー - シシー・スペイセク（鈴木弘子）
アダムの母。酒好き。
トロイ - デイヴ・フォーリー（平松広和）
イヴのルームメイトのゲイ。アダムとの今後の付き合い方についてイヴに助言した。
ジェイスン - トッド・ロバート・アンダーソン（岸尾大輔）
イヴの友人。台詞はひとことのみ。
ソーダの店員 - ジョーイ・ストロニック（中田雅之）
ソーダのママ - デイル・ラウル（田野恵）
デイヴ - レックス・リン（篠原正典）
ベティ - シンシア・メイス（加藤沙織）
ボブ - ハリー・S・マーフィー
レビー - ヒュー・ウィルソン
ソフィー - カルメン・モア（柳沢真由美）
クリフ - ネイサン・フィリオン（花輪英司）
ニーナ・アロン - ジェニファー・ルイス
ジョナサン - マイケル・ギャラガー（緒方文興）
ロン - ドノヴァン・スコット（松本義一）
ヘザー - メアリー・アン・ハーマンソン（佐々木瑶子）
ジョン・F・ケネディ - 不明（石丸純）
1962年当時、カルヴィンが見ていたテレビに登場した。
ダンスフロアの女性 - デボラ・ケルナー（大原さやか）

## DVD
ワーナー・ホーム・ビデオより2010年11月23日リリース。